# 苻桐
苻桐（?—?），中國五胡十六國時代人物，前秦开国皇帝苻健的第九子。
前秦皇始元年（351年）正月二十日，苻健即天王、大单于位，立国号为大秦，改年号为皇始，封苻桐为汝南公。次年，苻桐进封汝南王。苻桐的三哥苻生被废，苻坚称天王，苻桐降为汝南公。他的七哥淮阳公苻腾、八哥晋公苻柳、十弟魏公苻廋、十一弟燕公苻武、十二弟赵公苻幼先后反对苻坚而被杀，史书没有记载苻桐以后的事迹。史书记载364年苻腾败亡时，苻生的弟弟中尚有苻方、苻柳、苻廋、苻武、苻幼五人在世，可见苻桐已不在人世。